# Amqui
Amqui, mi'kmaq Amguitg, är en stad (kommun av typen ville) och tätort (centre de population) i provinsen Québec i Kanada.  Den ligger i regionen Bas-Saint-Laurent, i den östra delen av provinsen, 700 km nordost om huvudstaden Ottawa. Antalet invånare var 5 999 i staden och 4 560 i tätorten vid folkräkningen 2021.
I Amqui finns en klimatstation. Där är årsmedeltemperaturen 2 °C. Den varmaste månaden är juli, då medeltemperaturen är 17 °C, och den kallaste är januari, med -15 °C. Genomsnittlig årsnederbörd är 1 032,1 millimeter.